# Wólka Leśna
Wólka Leśna – wieś w Polsce położona w województwie mazowieckim, w powiecie siedleckim, w gminie Siedlce. Ma status sołectwa. Leży 12 km na północny wschód od Siedlec.
W latach 1975–1998 miejscowość administracyjnie należała do województwa siedleckiego.
Wierni Kościoła rzymskokatolickiego należą do parafii św. Mikołaja w Pruszynie.
Przez wieś przebiega droga powiatowa do Pruszyna.